# Chimini cuarta
Chimini cuarta es un juego tradicional de Honduras practicado principalmente por los niños. El juego también es conocido como ´Caza Chimí´´ y está enfocado en que los niños deben buscar un escondite, a modo de no ser encontrados, la persona que logre llegar hasta la base que escogieron al inicio del juego y logre decir ´´Chimini cuarta´´ sin ser descubierto será el ganador.
Para jugarlo, se necesitarán al menos un grupo de 5 niños, una persona tendrá el rol de buscador, y su tarea será encontrar a las demás personas, correr a la base y decir el nombre de la persona que encontró. Sin embargo, si la persona escondida llega primero y grita ´´Chimini cuarta para todos mis amigos´´, automáticamente gana el juego.

## Reglas del juego
Para jugar Chimini Cuarta se deben tomar en cuenta las siguientes reglas:
- Tener al menos 5 participantes
- Se pueden usar de uno a dos personas con el rol de buscador
- Se debe contar la cantidad de números de su preferencia para que los demás participantes se escondan
- Una persona gana solamente si dice ´´Chimini cuarta para todos mis amigos´´ sin que el buscador diga su nombre primero mientras toca la base.